# Melanosmicra variventris
Melanosmicra variventris är en stekelart som först beskrevs av Cameron 1913.  Melanosmicra variventris ingår i släktet Melanosmicra och familjen bredlårsteklar. Inga underarter finns listade i Catalogue of Life.